# Карл II (8-й князь Левенштайн-Вертгейм-Розенберг)
Карл II, 8-й князь Лёвенштейн-Вертгейм-Розенберг (полное имя — Карл Фридрих Франц Хавьер Жозеф Алоисиус Антониус Игнатиус Экспедитус Мария Схоластика) (нем. Karl Fürst zu Löwenstein-Wertheim-Rosenberg; 8 февраля 1904, Клайнхойбах, Королевство Бавария, Германская империя — 23 августа 1990, Клайнхойбах, земля Бавария, ФРГ) — немецкий аристократ, 8-й глава медиатизированного княжеского дома Левенштейн-Вертгейм-Розенберг (25 января 1952 — 23 августа 1990). Президент центрального комитета немецких католиков (1948—1967).

## Жизнь
Родился 8 февраля 1904 года во дворце князей Лёвенштейн в Клайнхойбахе, Королевство Бавария, Германская империя. Третий ребёнок и старший сын Алоиса, 7-го князя Лёвенштейн-Вертгейма-Розенберга (1871—1952), и графини Жозефины Кински фон Вхиниц унд Теттау (1874—1946). Княжеский дом Лёвенштейн-Вертгейм-Розенберг происходил от Фридриха I, курфюрста Палатинского (1425—1476), и его сына Людовика I, графа Левенштейна (1463—1523).
Карл учился в иезуитской школе «Stella Matutina» в Фельдкирхе, а позднее изучал философию и юриспруденцию в Инсбруке, Мюнхене и Вюрцбурге. В 1928 году он закончил Вюрцбургский университет с докторской степенью.
В 1933—1938 годах принц Карл Лёвенштейн-Вертгейм-Розенберг занимал должность председателя Ассоциации католических научных студенческих обществ, но в 1938 году эта организация была распущена нацистами. В 1934 году принц Карл стал членом штурмовых отрядов (СА).
В 1948 году Карл стал преемником своего отца в должности президента центрального комитета немецких католиков. В январе 1952 года после смерти своего отца Алоиса Карл стал 8-й князем Лёвенштейн-Вертгейм-Розенберг.
В 1967 году князь Карл Лёвенштейн-Вертгейм-Розенберг вынужден уйти в отставку с должности президента центрального комитета немецких католиков из-за своей связи с нацистами.

## Брак и дети
7 января 1935 года в Риме принц Карл Лёвенштейн-Вертгейм-Розенберг женился на Каролине Конти Риньон (17 февраля 1904 — 20 сентября 1975), дочери Эдоардо Конти Риньона, от брака с которой у него было семь детей:
- Мария, принцесса Левенштайн-Вертхайм-Розенберг (р. 6 ноября 1935), муж с 1956 года эрцгерцог Иосиф Арпад Австрийский (р. 1933)
- Жозефина Алоизия, принцесса Левенштайн-Вертхайм-Розенберг (р. 17 мая 1937), муж с 1961 года принц Александр фон унд цу Лихтенштейн (1929—2012), мать дипломата принца Штефана Лихтенштейна (р. 1961).
- Моника Мария, принцесса Левенштайн-Вертхайм-Розенберг (р. 28 апреля 1939), муж с 1968 года дон Хайме Мендес де Виго-и-дель-Арко (р. 1933)
- Кристина, принцесса Левенштайн-Вертхайм-Розенберг (р. 18 сентября 1940), муж с 1966 года эрцгерцог Михель Австрийский (р. 1942)
- Алоис Константин, 9-й князь Левенштайн-Вертхайм-Розенберг (р. 16 декабря 1941), женат с 1965 года на принцессе Анастасии Виктории Прусской (р. 1944)
- Елизавета-Александра, принцесса Левенштайн-Вертхайм-Розенберг (р. 2 мая 1944), муж с 1963 года Хосе Мария Тренор-и-Суарес де Лецо (р. 1939)
- Лиоба Эрнестина, принцесса Левенштайн-Вертхайм-Розенберг (р. 2 октября 1946), муж с 1969 года князь Мориц Евгений фон Эттинген-Эттинген (р. 1946).

## Награды
- Орден За заслуги перед Федеративной Республикой Германия (1955 год)
- Баварский орден «За заслуги» (1955)
- Большой Крест Ордена Святого Григория (1955).